# لئونی آدامز
لئونی فولر آدامز (۹ دسامبر ۱۸۹۹ – ۲۷ ژوئن ۱۹۸۸) شاعر آمریکایی بود. او در سال ۱۹۴۸ به‌عنوان هفتمین مشاور شاعر کتابخانه کنگره منصوب شد.

## زندگی‌نامه
آدامز در بروکلین، نیویورک زاده شد و در محیطی بسیار سخت‌گیرانه پرورش یافت. تا هجده‌سالگی اجازه نداشت از مترو استفاده کند و حتی در آن زمان نیز پدرش او را همراهی می‌کرد. خواهر او، لوئیز هولند، معلم و باستان‌شناس بود و شوهر خواهرش، لستر بوداین هولند، باستان‌شناس بود. آدامز در کالج بارنارد وابسته به دانشگاه کلمبیا تحصیل کرد، جایی که هم‌دوره و دوست مارگارت مید بود. در دوران دانشجویی، استعداد او در شعر آشکار شد و نخستین اشعارش در همین دوره منتشر شدند. در سال ۱۹۲۴، سردبیر نشریه The Measure شد و در سال ۱۹۲۵ نخستین مجموعه شعر خود را با عنوان Those Not Elect منتشر کرد.
در بهار ۱۹۲۸، آدامز رابطه کوتاهی با ادموند ویلسون داشت. هنگام ترک آمریکا به مقصد فرانسه، از اینکه روز آخر را با ناراحتی سپری کرده بود، از ویلسون عذرخواهی کرد.
در لندن، آدامز با اچ. دی. آشنا شد که او را به برخی از چهره‌های ادبی معرفی کرد. در پاریس نیز توسط گرترود استاین به چای دعوت شد. در سال ۱۹۲۹، زمانی که ویلسون از قصد ازدواج با زنی دیگر خبر داد، آدامز به او نوشت که باردار بوده و احتمالاً سقط جنین کرده است. ویلسون که تحت تأثیر حس گناه و نوشیدن مفرط دچار فروپاشی عصبی شده بود، بعدها دریافت که این بارداری خیالی بوده است.
در سال ۱۹۲۹، مجموعه شعر High Falcon منتشر شد. در دهه ۱۹۳۰، او در کوه‌های راماپو نزدیک هیلبرن، نیویورک زندگی می‌کرد و برای تدریس شعر ویکتوریایی در دانشگاه نیویورک به شهر رفت‌وآمد داشت. در سال ۱۹۳۰، با نویسنده و مدرس ویلیام تروی آشنا شد و در سال ۱۹۳۳ با او ازدواج کرد. در همان سال، مجموعه This Measure را منتشر کرد. در سال ۱۹۳۵، به همراه همسرش به کالج بنینگتون پیوست.
او در دانشگاه‌های مختلفی از جمله کالج داگلاس، دانشگاه واشینگتن، کنفرانس نویسندگان برد لوف، دانشگاه کلمبیا و کالج سارا لارنس تدریس کرد. از جمله شاعران تحت آموزش او، لوییز گلیک، برنده جایزه نوبل ادبیات در سال ۲۰۲۰، بود. لین کارتر، نویسنده و ویراستار، در کارگاه شعر او در دانشگاه کلمبیا شرکت کرد. در سال ۱۹۴۷، مارسلا کومس وینسلو پرتره‌ای از او نقاشی کرد. در سال ۱۹۵۰، دکترای افتخاری از کالج نیوجرسی برای زنان دریافت کرد.
او برای مجموعهٔ اشعار: گزیده‌ای در سال ۱۹۵۴ جایزهٔ جایزه بولینجن را دریافت کرد. در نقدی بر این کتاب، لوئیز بوگان نوشت: «اشعاری مانند همراهان مرداب، برای برداشت، انگورسازی و دونده با قرعه‌هاً از استعدادی شاعرانه نشأت می‌گیرند که به همان اندازه که عمیق است، نادر نیز هست.»
در سال ۱۹۵۵، آدامز در یک زندگینامهٔ کوتاه که برای یک دانشنامهٔ زندگی‌نامه‌ای ادبیات مدرن نوشت، اندکی از دیدگاه‌های مذهبی و سیاسی خود را روشن کرد: «پدرم… مرا در کودکی به شک‌گرایی سوق داد — اما اکنون یک کاتولیک رومی هستم… من یک دموکرات بسیار لیبرال هستم.»
او در سال ۱۹۸۸، در سن ۸۸ سالگی در نیو میلفورد، کنتیکت درگذشت.

## سبک شعری
در نگاه اول، سبک لئونی آدامز در طول زندگی‌اش تغییر چشمگیری نداشت، اما شگفتی خجولانه‌ای که در آغاز داشت، به تدریج به نوعی شور عرفانی و تقریباً نیایشی تبدیل شد. توصیفات غنی او، ظرافت ادراک و روحیه‌ای متعالی را به نمایش می‌گذاشت. او را می‌توان با هنری وان و شعر متافیزیکی قرن هفدهم مقایسه کرد، به‌ویژه در شور مذهبی نهفته در آثارش. در تفسیری انتقادی از اوایل دههٔ ۲۰۰۰ در وب‌سایت ووم‌پو (وبلاگی دربارهٔ شعر زنان)، شاعر آنی فینچ خوانشی پست‌مدرن‌تر از آدامز ارائه داد و او را «شاعری غنی و حسی توصیف کرد که حسیت خود را نه متوجه دیگران، بلکه به‌طور عمده متوجه عناصر شعر، نحو و نماد، واژگان و آوای کلمات، و در کل به خود زبان معطوف می‌کرد.» او ادامه داد که «شعر آدامز تعادل میان قدرت‌های افسونگرانه و بازنمایی‌کنندهٔ زبان شاعرانه را به بازی می‌گیرد. او از آواهای زبان به عنوان وزنه‌های متقابل در برابر معانی ظاهری اشعارش استفاده می‌کند، روند خوانش را پیچیده می‌سازد و واکنش‌های احساسی خواننده را به چالش می‌کشد.»